# César Filardi
César Augusto Filardi (Vista Alegre do Alto, 6 de abril de 1946) é um nadador brasileiro, que participou de uma edição dos Jogos Olímpicos pelo Brasil.
Formado em medicina, especializou-se em imunologia e, atualmente, mora em Niterói, onde exerce a profissão de médico.

## Trajetória esportiva
Aos nove anos, César Filardi mudou-se com a família para Jaboticabal, onde começou a nadar. Aos dez anos, foi campeão paulista infantil de nado costas mas, depois de uma desclassificação duvidosa em uma competição, aos quinze anos parou de nadar e passou a jogar futebol como goleiro. Aos dezesseis anos, foi convidado a nadar pela equipe do Fluminense Football Club, e mudou-se para o Rio de Janeiro.
Já estudante de medicina, participou da Universíade de 1967 em Tóquio, onde terminou em sexto lugar.
Nas Olimpíadas de 1968 na Cidade do México, Filardi nadou os 100 metros costas e os 4x100 metros medley, junto com José Sylvio Fiolo, João Costa Lima Neto e José Aranha, não chegando à final das provas.
Encerrou a carreira de nadador quando estava no quinto ano de medicina. Participou de provas másteres.